# Alcácer do Sal
Alcácer do Sal é uma cidade portuguesa pertencente ao Distrito de Setúbal, região (NUTS II) Alentejo e sub-região (NUTS III) do Alentejo Litoral, com  5 868 habitantes (2021).
É sede do Município Alcácer do Sal, o segundo mais extenso município português, com 1 499,87 km² de área mas apenas 11 112 habitantes (2021), subdividido em quatro freguesias. O município é limitado a norte pelos municípios de Palmela, Vendas Novas e Montemor-o-Novo, a este por Viana do Alentejo e Alvito, a sudeste por Ferreira do Alentejo, a sul e oeste por Grândola e a noroeste, através do Estuário do Sado, por Setúbal.

## História

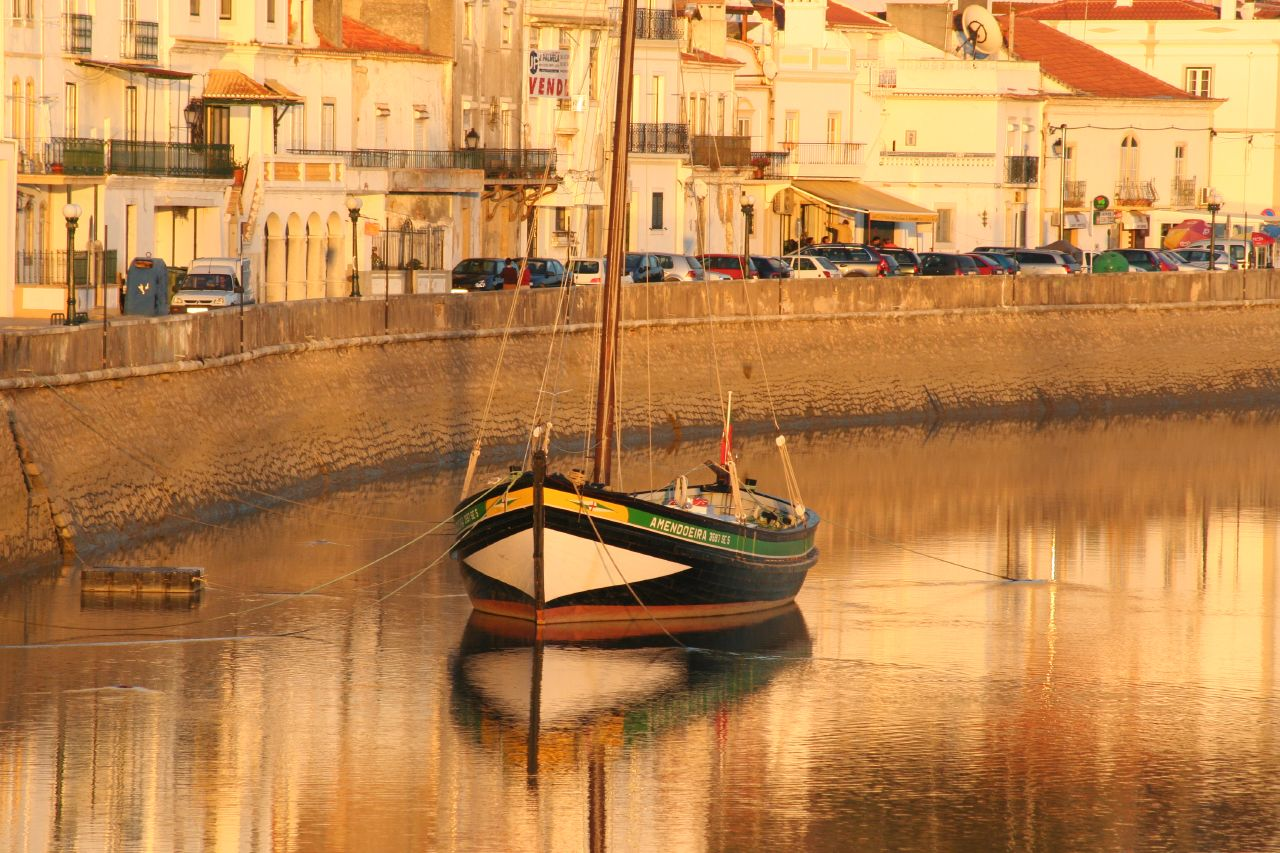
Rio Sado em Alcácer do Sal.

Alcácer do Sal é uma das mais antigas cidades da Europa, fundada antes de 1000 a.C. pelos fenícios. Assim como as vizinhas e também fenícias Lisboa e Setúbal, fornecia sal, peixe salgado, cavalos para exportação e alimentos para os barcos que comerciavam estanho com a Cornualha.
Mais tarde, com a invasão visigótica, voltou a tomar importância, sendo sede episcopal. Invadida pelos árabes, tomou o nome de Qasr Abu Danis, sendo, aí, construída uma das fortalezas mais fortes da Península Ibérica. Os vikings tentaram saqueá-la mas sem sucesso.
Durante o domínio árabe, foi capital da província de Al-Kassr. D. Afonso Henriques atacou-a em 1151, 1154, 1157 e conquistou-a em 1158. Em 1161 dá-se a Batalha de Alcácer do Sal e em 1191 a cidade foi reconquistada pelos mouros. Só em 1217, no reinado de D. Afonso II, e com o auxílio de uma frota de cruzados, é que a cidade foi definitivamente conquistada, tornando-se cabeça da Ordem de Santiago.
Esta localidade foi elevada a cidade a 12 de Julho de 1997.

### Personalidades ilustres
Alcácer do Sal é a localidade onde nasceram: 
- Pedro Nunes (1502), matemático e cosmógrafo, um dos maiores vultos científicos do seu tempo;
- Simão Rodrigues (c. 1560), um pintor do período maneirista;
- António Salema (século XVI), desembargador e governador de São Tomé e Rio de Janeiro;
- Visconde do Torrão;
- António Caetano de Figueiredo (1810), o Visconde de Alcácer do Sal;
- João Soares Branco (1863), oficial do Exército e político, brevemente ministro das Finanças;
- Francisco Gentil (1878), um médico-cirurgião e professor, impulsionador da criação e diretor do Instituto Português de Oncologia;
- Ruy Coelho (1889), compositor e maestro, o principal dinamizador da ópera portuguesa no séc. XX;
- Joaquim Mendes do Amaral (1889), engenheiro, professor e político, governador do Banco de Angola;
- João Branco Núncio (1901), o cavaleiro tauromáquico, responsável pela renovação da corrida à portuguesa;
- Pedro Lynce (1943), professor e político, ministro da Ciência e do Ensino Superior.
- Miguel Gonçalves (2000), campeão do mundo de Powerlifting em juniores -75kg no World Powerlifting Congress que decorreu na Trofa em 2021.

## Clima
Alcácer do Sal possui um clima mediterrânico do tipo Csa, ou seja, com verões quentes. Os verões são muito quentes, com mais de metade dos dias com mais de 30 ºC em julho e em agosto, e muito secos. Os invernos são amenos e mais chuvosos, mas o clima é quente e seco em geral.
| Dados climatológicos para Alcácer do Sal                            | Dados climatológicos para Alcácer do Sal | Dados climatológicos para Alcácer do Sal | Dados climatológicos para Alcácer do Sal | Dados climatológicos para Alcácer do Sal | Dados climatológicos para Alcácer do Sal | Dados climatológicos para Alcácer do Sal | Dados climatológicos para Alcácer do Sal | Dados climatológicos para Alcácer do Sal | Dados climatológicos para Alcácer do Sal | Dados climatológicos para Alcácer do Sal | Dados climatológicos para Alcácer do Sal | Dados climatológicos para Alcácer do Sal | Dados climatológicos para Alcácer do Sal |
| Mês                                                                 | Jan                                      | Fev                                      | Mar                                      | Abr                                      | Mai                                      | Jun                                      | Jul                                      | Ago                                      | Set                                      | Out                                      | Nov                                      | Dez                                      | Ano                                      |
| ------------------------------------------------------------------- | ---------------------------------------- | ---------------------------------------- | ---------------------------------------- | ---------------------------------------- | ---------------------------------------- | ---------------------------------------- | ---------------------------------------- | ---------------------------------------- | ---------------------------------------- | ---------------------------------------- | ---------------------------------------- | ---------------------------------------- | ---------------------------------------- |
| Temperatura máxima média (°C)                                       | 15,4                                     | 16,4                                     | 19,1                                     | 20,4                                     | 23,1                                     | 27,2                                     | 30,6                                     | 30,8                                     | 28,5                                     | 23,7                                     | 19,3                                     | 16,2                                     | 22,6                                     |
| Temperatura média (°C)                                              | 9,9                                      | 11,2                                     | 13,2                                     | 14,5                                     | 17,1                                     | 20,5                                     | 23,2                                     | 23,3                                     | 21,4                                     | 17,6                                     | 13,7                                     | 11,2                                     | 16,4                                     |
| Temperatura mínima média (°C)                                       | 4,4                                      | 5,9                                      | 7,3                                      | 8,8                                      | 11,1                                     | 13,9                                     | 15,7                                     | 15,8                                     | 14,4                                     | 11,5                                     | 8,2                                      | 6,1                                      | 10,3                                     |
| Precipitação (mm)                                                   | 76,2                                     | 66,8                                     | 41                                       | 56,4                                     | 40,8                                     | 14,8                                     | 4,8                                      | 4,1                                      | 20,1                                     | 67,7                                     | 76,8                                     | 98,5                                     | 568                                      |
| Fonte: Instituto Português do Mar e da Atmosfera 13 de maio de 2020 |                                          |                                          |                                          |                                          |                                          |                                          |                                          |                                          |                                          |                                          |                                          |                                          |                                          |

## Evolução da população do município
★ Os Recenseamentos Gerais da população portuguesa, regendo-se pelas orientações do Congresso Internacional de Estatística de Bruxelas de 1853, tiveram lugar a partir de 1864, encontrando-se disponíveis para consulta no site do Instituto Nacional de Estatística (INE). 
| Número de habitantes *                   | Número de habitantes * | Número de habitantes * | Número de habitantes * | Número de habitantes * | Número de habitantes * | Número de habitantes * | Número de habitantes * | Número de habitantes * | Número de habitantes * | Número de habitantes * | Número de habitantes * | Número de habitantes * | Número de habitantes * | Número de habitantes * | Número de habitantes * |
| ---------------------------------------- | ---------------------- | ---------------------- | ---------------------- | ---------------------- | ---------------------- | ---------------------- | ---------------------- | ---------------------- | ---------------------- | ---------------------- | ---------------------- | ---------------------- | ---------------------- | ---------------------- | ---------------------- |
| 1864                                     | 1878                   | 1890                   | 1900                   | 1911                   | 1920                   | 1930                   | 1940                   | 1950                   | 1960                   | 1970                   | 1981                   | 1991                   | 2001                   | 2011                   | 2021                   |
| 9 193                                    | 9 271                  | 9 434                  | 9 606                  | 12 524                 | 12 735                 | 17 596                 | 21 425                 | 22 247                 | 22 167                 | 17 265                 | 16 370                 | 14 512                 | 14 287                 | 13 046                 | 11 112                 |
| Número de habitantes por grupo etário ** |                        |                        |                        |                        |                        |                        |                        |                        |                        |                        |                        |                        |                        |                        |                        |
|                                          |                        |                        | 1900                   | 1911                   | 1920                   | 1930                   | 1940                   | 1950                   | 1960                   | 1970                   | 1981                   | 1991                   | 2001                   | 2011                   | 2021                   |
| 0-14 Anos                                | 0-14 Anos              | 0-14 Anos              | 3 180                  | 4 371                  | 4 344                  | 5 946                  | 7 964                  | 7 227                  | 6 657                  | 3 815                  | 3 458                  | 2 629                  | 1 841                  | 1 685                  | 1 234                  |
| 15-24 Anos                               | 15-24 Anos             | 15-24 Anos             | 2 199                  | 2 566                  | 2 720                  | 3 850                  | 4 252                  | 4 593                  | 4 050                  | 3 125                  | 2 353                  | 1 971                  | 1 946                  | 1 226                  | 996                    |
| 25-64 Anos                               | 25-64 Anos             | 25-64 Anos             | 4 638                  | 5 368                  | 5 146                  | 7 036                  | 8 998                  | 9 456                  | 10 160                 | 8 760                  | 8 258                  | 7 456                  | 7 365                  | 6 855                  | 5 425                  |
| = ou > 65 Anos                           | = ou > 65 Anos         | = ou > 65 Anos         | 357                    | 453                    | 481                    | 522                    | 763                    | 935                    | 1 300                  | 1 565                  | 2 301                  | 2 456                  | 3 135                  | 3 280                  | 3 457                  |

- Número de habitantes "residentes", ou seja, que tinham a residência oficial neste município à data em que os censos  se realizaram

- - De 1900 a 1950 os dados referem-se à população "de facto", ou seja, que estava presente no município à data em que os censos se realizaram. Daí que se registem algumas diferenças relativamente à designada população residente

## Freguesias

Freguesias do município de Alcácer do Sal.

O município de Alcácer do Sal está dividido em 4 freguesias:
- Alcácer do Sal (Santa Maria do Castelo e Santiago) e Santa Susana (a mais extensa freguesia portuguesa)
- Comporta
- São Martinho
- Torrão (vila)

## Economia
Alcácer do Sal é o concelho líder na produção de pinhão de pinheiro-manso. O Alentejo produz 67% das pinhas nacionais e 15% das pinhas mundiais, segundo dados de 2013 da União da Floresta Mediterrânica (UNAC).

## Património
Monumentos nacionais:
- Castelo de Alcácer do Sal

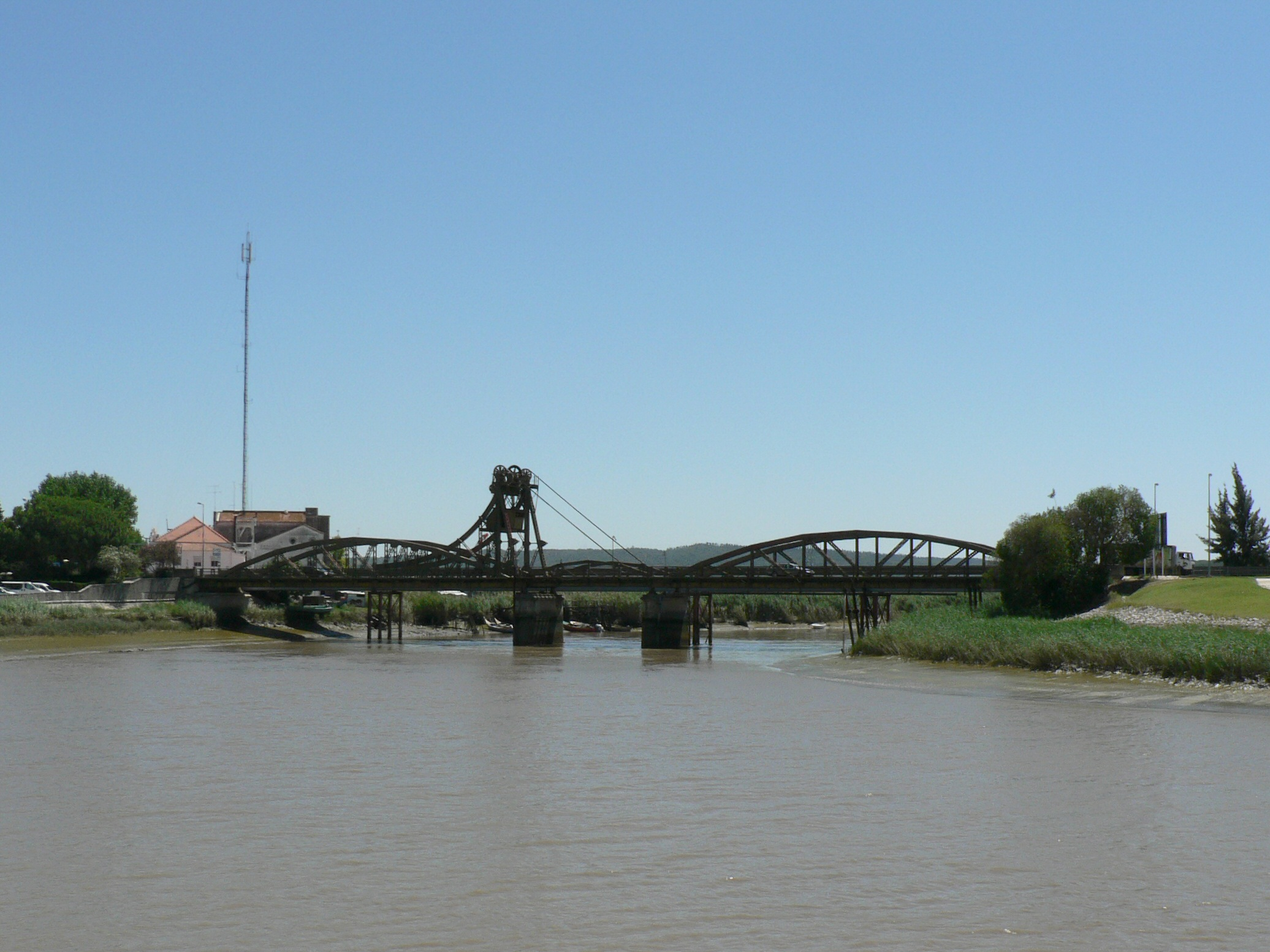
A Ponte Rodoviária de Alcácer que da inicio a EN120 e cruza a EN EN253, sobre o Sado em Alcácer do Sal,. Originalmente estava integrada no Ramal do Seixal, como Ponte ferroviária do Seixal sobre a Ribeira de Coina.

- Estação Arqueológica do Senhor dos Mártires

## Museus
- Museu do Arroz
- Museu Municipal de Arqueologia Pedro Nunes

## Desporto
- Atlético Clube Alcacerense
- «Alcácer do Sal Futebol Clube - Veteranos»

## Geminações
A cidade de Alcácer do Sal está geminada com:
- Bondy,  França (1999-06-19)[13]
- Mocuba,  Moçambique (2000-09-19)[13]

## Política

### Eleições autárquicas[14]
| Data | %            | V            | %     | V     | %       | V       | %              | V  | %              | V      | %              | V       | %              | V   | %              | V   | %       | V       | %       | V       | %              | V   | % | V | Participação |                |
| Data | FEPU/APU/CDU | FEPU/APU/CDU | PS    | PS    | CDS-PP  | CDS-PP  | AD             | AD | UDP/BE         | UDP/BE | PPD/PSD        | PPD/PSD | PPM            | PPM | GCE            | GCE | PSD/CDS | PSD/CDS | CH      | CH      | MPT            | MPT | A | A | Participação |                |
| ---- | ------------ | ------------ | ----- | ----- | ------- | ------- | -------------- | -- | -------------- | ------ | -------------- | ------- | -------------- | --- | -------------- | --- | ------- | ------- | ------- | ------- | -------------- | --- | - | - | ------------ | -------------- |
| Data | 1976         | 55,13        | 5     | 32,43 | 2       | 6,90    | -              |    |                |        |                |         |                |     |                |     |         |         |         |         |                |     |   |   |              | 69,09 / 100,00 |
| 1979 | 62,71        | 5            | 17,18 | 1     | AD      | AD      | 15,41          | 1  | 1,68           | -      | AD             | AD      | AD             | AD  | 76,45 / 100,00 |     |         |         |         |         |                |     |   |   |              |                |
| 1982 | 57,91        | 5            | 30,08 | 2     |         |         |                |    | 1,48           | -      |                |         |                |     | 73,29 / 100,00 |     |         |         |         |         |                |     |   |   |              |                |
| 1985 | 59,02        | 5            | 33,73 | 2     | 3,64    | -       | 63,68 / 100,00 |    |                |        |                |         |                |     |                |     |         |         |         |         |                |     |   |   |              |                |
| 1989 | 49,78        | 4            | 27,14 | 2     | 2,63    | -       | 16,05          | 1  | 54,76 / 100,00 |        |                |         |                |     |                |     |         |         |         |         |                |     |   |   |              |                |
| 1993 | 45,68        | 3            | 34,56 | 3     | 4,37    | -       |                |    | 12,07          | 1      | 63,56 / 100,00 |         |                |     |                |     |         |         |         |         |                |     |   |   |              |                |
| 1997 | 58,33        | 5            | 31,91 | 2     | 1,08    | -       | 5,04           | -  | 62,45 / 100,00 |        |                |         |                |     |                |     |         |         |         |         |                |     |   |   |              |                |
| 2001 | 56,64        | 5            | 27,86 | 2     |         |         | 10,25          | -  | 54,26 / 100,00 |        |                |         |                |     |                |     |         |         |         |         |                |     |   |   |              |                |
| 2005 | 34,87        | 3            | 46,49 | 4     | 0,58    | -       | 2,34           | -  | 9,86           | -      | 2,48           | -       | 61,15 / 100,00 |     |                |     |         |         |         |         |                |     |   |   |              |                |
| 2009 | 43,62        | 3            | 45,03 | 4     |         |         | 3,72           | -  | 4,80           | -      |                |         | 61,84 / 100,00 |     |                |     |         |         |         |         |                |     |   |   |              |                |
| 2013 | 53,55        | 4            | 32,81 | 3     | 2,32    | -       | 2,96           | -  | 3,28           | -      | 59,67 / 100,00 |         |                |     |                |     |         |         |         |         |                |     |   |   |              |                |
| 2017 | 46,82        | 4            | 41,29 | 3     | PPD/PSD | PPD/PSD | 3,48           | -  | CDS-PP         | CDS-PP | 4,99           | -       | 59,54 / 100,00 |     |                |     |         |         |         |         |                |     |   |   |              |                |
| 2021 | 48,09        | 4            | 43,98 | 3     | PPD/PSD | PPD/PSD |                |    | CDS-PP         | CDS-PP | PSD/CDS        | PSD/CDS | 2,77           | -   | 2,33           | -   | PSD/CDS | PSD/CDS | PSD/CDS | PSD/CDS | 62,32 / 100,00 |     |   |   |              |                |

### Eleições legislativas
| Data | %    | %     | %     | %    | %     | %        | %     | %     | %    | %     | %    | %   | %       | % | %  | %  |  |
| Data | PCP  | PS    | PSD   | UDP  | CDS   | APU/ CDU | AD    | FRS   | PRD  | PSN   | BE   | PAN | PSD CDS | L | CH | IL |  |
| ---- | ---- | ----- | ----- | ---- | ----- | -------- | ----- | ----- | ---- | ----- | ---- | --- | ------- | - | -- | -- |  |
| Data | 1976 | 46,77 | 29,74 | 6,44 | 3,24  | 3,19     |       |       |      |       |      |     |         |   |    |    |  |
| 1979 | APU  | 19,31 | AD    | 2,62 | AD    | 54,99    | 15,81 |       |      |       |      |     |         |   |    |    |  |
| 1980 | APU  | FRS   | AD    | 1,99 | AD    | 52,90    | 17,34 | 19,43 |      |       |      |     |         |   |    |    |  |
| 1983 | APU  | 26,46 | 8,97  | 1,31 | 3,76  | 53,58    |       |       |      |       |      |     |         |   |    |    |  |
| 1985 | APU  | 16,25 | 10,79 | 1,77 | 2,59  | 46,94    | 15,68 |       |      |       |      |     |         |   |    |    |  |
| 1987 | CDU  | 16,62 | 21,67 | 1,38 | 1,90  | 41,95    | 9,35  |       |      |       |      |     |         |   |    |    |  |
| 1991 | CDU  | 29,78 | 25,92 |      | 2,96  | 28,87    | 1,41  | 1,47  |      |       |      |     |         |   |    |    |  |
| 1995 | CDU  | 45,04 | 11,96 | 1,19 | 4,81  | 30,41    |       | 0,17  |      |       |      |     |         |   |    |    |  |
| 1999 | CDU  | 49,04 | 10,74 |      | 3,39  | 30,12    | 0,42  | 1,79  |      |       |      |     |         |   |    |    |  |
| 2002 | CDU  | 43,39 | 15,41 | 3,98 | 29,77 |          | 2,54  |       |      |       |      |     |         |   |    |    |  |
| 2005 | CDU  | 52,58 | 9,07  | 3,06 | 25,49 | 5,71     |       |       |      |       |      |     |         |   |    |    |  |
| 2009 | CDU  | 34,50 | 10,70 | 5,50 | 30,92 | 11,99    |       |       |      |       |      |     |         |   |    |    |  |
| 2011 | CDU  | 31,02 | 17,94 | 7,52 | 29,09 | 6,60     | 0,70  |       |      |       |      |     |         |   |    |    |  |
| 2015 | CDU  | 41,32 | CDS   | PSD  | 26,46 | 8,72     | 0,68  | 15,72 | 0,64 |       |      |     |         |   |    |    |  |
| 2019 | CDU  | 44,46 | 9,42  | 2,51 | 25,17 | 8,31     | 1,79  |       | 0,54 | 1,13  | 0,37 |     |         |   |    |    |  |
| 2022 | CDU  | 51,70 | 11,14 | 1,17 | 17,35 | 4,08     | 0,81  | 0,57  | 6,71 | 2,13  |      |     |         |   |    |    |  |
| 2024 | CDU  | 37,32 | AD    | AD   | 16,81 | 12,71    | 5,09  | 1,07  | 1,96 | 16,36 | 2,52 |     |         |   |    |    |  |

## Acessibilidade

### Rodoviária

#### Autoestrada
- A2

#### Estrada
- IC1
- N5
- N120
- N253
- N282

### Portuária
- Porto de Setúbal

### Ferroviária
- Linha do Sado
- Linha do Alentejo

### Aeroportuária
- Aeroporto de Lisboa